# Kepler-1704b
Kepler-1704b és un superjúpiter en una òrbita molt excèntrica al voltant de l'estrella Kepler-1704. Té una massa de 4,51 vegades la massa de Júpiter. La distància del planeta a la seva estrella varia de 0,16 a 3,9 ua. És un Júpiter calent fallit, que s'ha dispersat des de la seva òrbita de naixement a l'òrbita amb el periastre just per sobre de la distància de circularització de marea.

## Característiques
Kepler-1704b és molt més massiu que Júpiter, amb 4,51 MJ, per la qual cosa se'l classifica com un superjúpiter. Kepler-1704b segueix una òrbita molt excèntrica de 2,7 anys (988,88 dies) al voltant de la seva estrella, així com en trànsit. L'extrema excentricitat produeix una diferència de temperatura de fins a 700 K.

## Estrella
L'estrella, Kepler-1704, és una estrella G2 de 5745 kèlvins 825 parsecs (2,690 a.l.) de la Terra i el Sol. Té una massa d'1,131 M☉, un radi d'1,697 R☉ i una lluminositat de 2,83 L☉. L'alt radi de la massa de l'estrella fa pensar que Kepler-1704 no és una estrella de seqüència principal.